# ФК Власеница
ФК Власеница је фудбалски клуб из Власенице који се такмичи у оквиру Друге лиге Републике Српске група Исток.

## Историја
Клуб је основан 1945. године у ФНР Југославији.

## Резултати
- Куп Републике Српске у фудбалу 2003/04. (шеснестина финала)
- Куп Републике Српске у фудбалу 2008/09. (осмина финала)
- Друга лига Републике Српске у фудбалу — Југ 2007/08. (6. мјесто)
- Друга лига Републике Српске у фудбалу — Исток 2008/09. (6. мјесто)
- Друга лига Републике Српске у фудбалу — Исток 2009/10. (14. мјесто)
- Регионална лига Републике Српске у фудбалу — Исток 2010/11. (3. мјесто)
- Прва лига Републике Српске у фудбалу 2015/16. (12. мјесто)